# SuperSanremo 93
SuperSanremo 93 è una compilation pubblicata dall'etichetta discografica WEA nel 1993.
Si tratta di uno dei due album contenenti brani partecipanti al Festival di Sanremo 1993.
La raccolta, composta da 2 CD, contiene 12 brani presentati nella categoria "Campioni" e 11 presentati per la categoria "Novità", per un totale di 23 tracce.

## Tracce

### CD 1
1. Mistero - Enrico Ruggeri
2. Stiamo come stiamo (Versione Techno) - Loredana Bertè e Mia Martini
3. Stato di calma apparente - Paola Turci
4. Non è tardi - Marco Conidi
5. Non volevo - Rosario Di Bella
6. La solitudine - Laura Pausini
7. Dedicato a te - Matia Bazar
8. Una canzone d'amore - Nino Buonocore
9. Dietro la porta - Cristiano De André
10. A piedi nudi - Angela Baraldi
11. Guardia o ladro - Bracco Di Graci

### CD 2
1. Non so più a chi credere - Biagio Antonacci
2. Qui gatta ci cova - Tullio De Piscopo
3. Sogno - Andrea Mingardi
4. Il mare delle nuvole - Antonella Bucci
5. Quello che non siamo - Tony Blescia
6. Non ci prenderanno mai - Fandango
7. Balla italiano - Jo Squillo
8. Gli amori diversi - Rossana Casale e Grazia Di Michele
9. L'Italia è bbella - Roberto Murolo
10. Femmene - Niné
11. L'amore vero - Erminio Sinni
12. Ci vuole molto coraggio - Manca/Virago/Emanuela/Fersini